# 囲碁と数学
囲碁と数学（いごとすうがく）は、囲碁と数学を融合させた学術的研究のことである。本項では、この学術的研究について記載する。

## 主な研究分野
「囲碁と数学を融合させた学術的研究」には様々な視点のものが存在する。
- 囲碁と数学教育に関する研究 (囲碁を楽しみながら算数・数学の学習ができる教材についての考察を行う分野)[1][2]
- 囲碁の局面内において数学的構造を見出してその解析を行う研究[3]
- 囲碁の着手をモンテカルロ法によって探索する研究[4]
- 囲碁と組み合わせ論に関する研究[5]
- 囲碁における複雑性クラスに関する研究[6]